# Saurauia microphylla
Espèce
Statut de conservation UICN

 VU B1+2c : Vulnérable
Saurauia microphylla est une espèce de plantes du genre Saurauia de la famille des Actinidiaceae.